# オード県の郡
オード県の郡では、フランスのオード県にある郡について解説する。

## 郡の一覧
オード県には、3つの郡が存在し、3郡の合計で、35の小郡、438のコミューンがある。
- カルカソンヌ郡（県庁所在地：カルカソンヌ）

18の小郡、207のコミューンがある。郡の人口は、1990年には137,221人、1999年には141,890人で、3.4％増加している。
- リムー郡（郡庁所在地：リムー）

8の小郡、149のコミューンがある。郡の人口は、1990年には42,247人、1999年には41,489人で、1.79％減少している。
- ナルボンヌ郡（郡庁所在地：ナルボンヌ）

9の小郡、82のコミューンがある。郡の人口は、1990年には119,244人、1999年には126,391人で、5.99％増加している。